# Франсуа Жозеф, герцог де Гиз
Франсуа́ Жозе́ф Лотари́нгский (28 августа 1670, Париж — 16 марта 1675, Париж) — французский аристократ, герцог де Гиз, герцог де Жуайез и принц де Жуанвиль с 1671 года, титулярный герцог Алансонский и Ангулемский.

## Биография
Единственный сын Луи Жозефа Лотарингского (1650—1671), герцога де Жуайеза и де Гиза, и Елизаветы Маргариты Орлеанской (1646—1696), герцогини Алансонской. Двоюродный племянник короля Франции Людовика XIV и племянник «великой мадемуазель» Анны де Монпансье.
Родился в Париже, в Отеле де Гиз. При рождении получил титул герцога Алансонского (по праву своей матери). Менее чем через год, в июле 1671 года, после преждевременной смерти своего отца, стал герцогом де Гизом и де Жуайезом, а также принцем де Жуанвилем. 
В 1672 году после смерти бабушки по материнской линии Маргариты Лотарингской его мать вместе с сыном переселилась в Люксембургский дворец. 
Франсуа Жозеф рос болезненным ребёнком и без посторонней помощи не мог самостоятельно ходить. Находился на попечении нянек и скончался в 1675 году от травмы головы после того, как был уронен одной из них. 
Так как ребёнок был последним мужским потомком старшей линии де Гизов, после его смерти титулы герцога де Гиза, герцога де Жуайеза и принца де Жуанвиля унаследовала его двоюродная бабушка Мария Лотарингская (1615—1688), мадемуазель де Гиз, дочь Шарля Лотарингского.

## Комментарии
1. ↑  Дед герцога по материнской линии — Гастон Орлеанский — приходится Людовику родным дядей.